# Estilóbato
Estilóbato (en griego antiguo: στυλοβάτης, romanizado: stylobatēs, en griego dórico: στυλοβάτας, stylobatās, ‘base sobre la que apoyan las columnas’), sirve para denominar en arquitectura al escalón superior (o al plano superior) sobre el que descansa el templo griego; forma parte del crepidoma: una plataforma escalonada que eleva el edificio por encima de la cota del terreno para darle realce y mayor prestancia. Era el nivel del suelo del templo, y sobre él se alzaban los pilares del templo. Entre el estilóbato y las basas de las columnas estaban los plintos.
Los escalones inferiores se denominan estereóbatos o “bases de piedra”. En algunos textos se utiliza el término estereóbato para referirse a toda la plataforma escalonada.
La longitud y la anchura de las templos griegos se dan a menudo en función de las dimensiones del estilóbato. A veces, el término estilóbato se utiliza incorrectamente para referirse a todo el crepidoma.

## El estilóbato en los diferentes órdenes clásicos

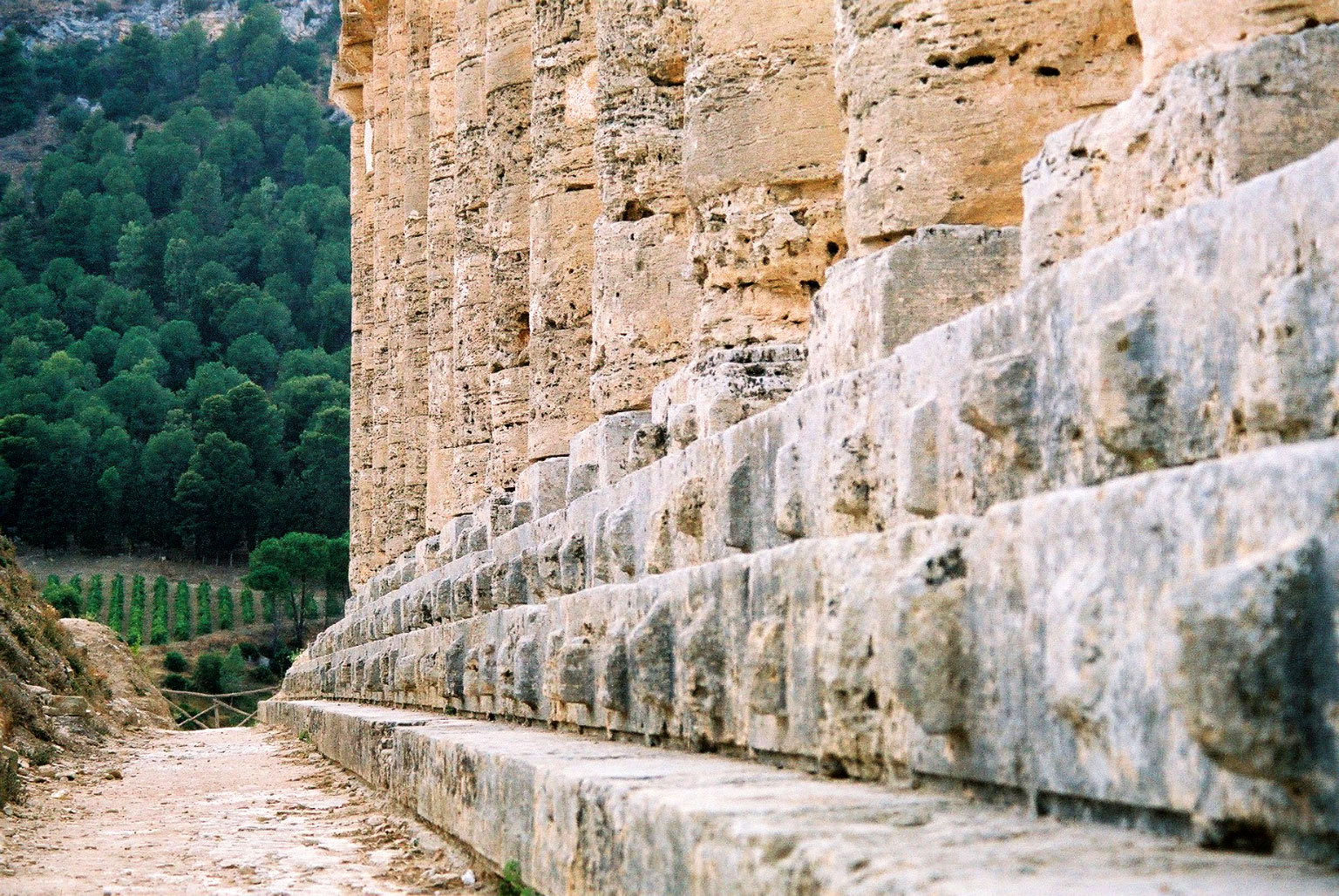
Crepidoma de triple escalón con estilobato en la parte superior, en el Templo Dórico de Segesta, Sicilia.

En el orden dórico, la columna no tiene basa, y apoya su fuste directamente sobre el estilóbato; el crepidoma dórico está conformada por tres escalones dimensionados proporcionalmente y, generalmente, la altura total de los escalones es de un módulo, originando, en muchos casos, la necesidad de colocar peldaños auxiliares entre ellos para poder acceder al templo.
En el orden jónico, el templo también se elevaba sobre una crepidoma, variando en número de escalones, pero el fuste de la columna no se apoya directamente sobre el estilóbato, sino que está situado sobre una basa que le sirve de asiento.
En el orden corintio, la disposición del estilóbato, de mayor altura, y las columnas es similar al del templo jónico.
Los romanos emplearon un diseño diferente en su interpretación del orden corintio, utilizando un estilóbato mucho más elevado, que sólo está escalonado en la entrada porticada al templo.

## El Partenón
En el Partenón, el estilóbato presenta una ligera curvatura, elevándose unos diez centímetros en la zona central de las fachadas laterales y unos cinco centímetros en las frontales.